# Південна Родезія
Південна Родезія (англ. Southern Rhodesia) — колишня британська колонія, розташована на північ від річки Лімпопо і Південно-Африканського Союзу. Після здобуття незалежності перейменована у Зімбабве.

## Історія

### Походження назви Родезія
Терен спочатку мав назву «Південна Замбезі», а назва «Родезія» увійшла у вжиток в 1895. Термін Південна увійшов у вжиток з 1901 році й вийшло з вжитку зі створенням Зімбабвійської Родезії у 1979 році. Юридично, з британської точки зору, назва Південна Родезія продовжувала використовуватися до 18 квітня 1980 року, коли було офіційно проголошено назва Республіка Зімбабве.
Родезія отримала назву від Сесіля Джона Родса, однієї з найважливіших фігур в британській експансії в Південній Африці, що здобув права на розробку мінеральних ресурсів у 1888 році шляхом договорів з найвпливовішими місцевими керманичами, таких як Концесія Рудд і Моффатський Договір підписаний з королем Лобенгула племені ндебеле.
Британський уряд погодився, що компанія Родса, Британська Південно-Африканська Компанія (БПАК), буде керувати територією від Лімпопо до озера Танганьїка як протекторатом. Королева Вікторія підписала відповідну хартію у 1889 році.

### Впровадження назви «Південна Родезія»
На теренах на північ від Замбезі, наразі Замбія, які були предметом окремих договорів з африканськими вождями, БПАК створила Північно-Західну Родезію і Північно-Східну Родезію у 1890 та 1897 роках відповідно. Саме терен на північ від Замбезі мав назву «Родезія». І тільки з 1901 ця назва почала використовуватись для південного краю, особливо з 1911, коли БПАК об'єднала обидва північні квазідержавні утворення.
Вибори до Законодавчої ради відбулися у 1920 р., коли неефективність керівництва БПАК стала очевидною. Уряд Великої Британії запропонував об'єднати Південну Родезію й Південно-Африканський Союз, але референдум проведений у 1922, скасував ці плани. Самоврядування почалося в жовтні 1923 року. Чарльз Патрік Джон Колін був першим прем'єр-міністром Південної Родезії, після його смерті в 1927, його змінив Говард Анвін Моффат.
Під час Другої світової війни, південнородезійські військові частини брали участь на боці Великої Британії. Зокрема, південнородезійські війська брали участь у Східноафриканській кампанії.
Економіка Південної Родезії була вузько спеціалізована на виробництві невеликої кількості первинних товарів (зокрема, хром і тютюнові вироби), а відтак стала вельми вразливою для економічної кризи. Глибокий економічний спад 1930-х років змінився післявоєнним бумом, коли до краю у 1945—1970 роках прибуло близько 200 000 білих поселенців, біле населення досягло 270 000 осіб. Велика кількість цих іммігрантів були представниками британських робітників.

### 1953—1965
У 1953 році, Велика Британія створила Федерацію Родезії та Ньясаленду (або Центральноафриканська Федерація ЦАФ), яка складалася з Південної Родезії, Північної Родезії і Ньясаленду (наразі Зімбабве, Замбія і Малаві, відповідно). Ідея полягала в тому, щоб спробувати знайти серединний шлях між різними прагненнями чорних націоналістів, колоніальної адміністрації й білих поселенців. ЦАФ прагнула наслідувати досвід Австралії, Канади та Південної Африки — створити федеративну життєздатну незалежну державу. Створена як «неподільна Федерація», ЦАФ швидко почала давати збій. Вона зазнала тієї ж долі що й Федерація Вест-Індії й Східноафриканське співтоваривство.
Федерація Родезії та Ньясаленду була скасована 1 січня 1964 року. Коли Північна Родезія здобула незалежність від Великої Британії 24 жовтня 1964 року і змінила свою назву на Замбію, Південна Родезія залишалася британською колонією, чинячи опір спробам чорної більшості захопити владу. Більшість військових і фінансових активів Федерації було спрямовано в Південну Родезію, оскільки британський уряд не бажав, щоб кошти потрапили до рук націоналістичних лідерів. Південна Родезія потребувала більшість витрат з бюджету Федерації. Але, Північна Родезія була найбагатшою з трьох держав-членів (через її величезні мідні родовища) та фактично внесла більший внесок у загальний розвиток інфраструктури, ніж дві інші держави-засновниці. Південна Родезія, визнаючи неминучий розпуск Федерації, швидко використала федеральні кошти для створення власної інфраструктури. Ключовим компонентом цього було будівництво греблі Кариба і гідроелектростанції, розташованої на південній стороні Замбезі. Таке становище викликало деяке здивування уряду Замбії, коли воно було поставлено перед фактом, що його основне джерело електроенергії знаходиться під контролем повстанців Родезійської держави.

### Повернення до назви «Родезія»
У 1964 році Південна Родезія повернулася до назви Родезія.
У 1965 році, Родезія в односторонньому порядку проголосила себе незалежною на чолі з білим урядом. Після довгої громадянської війни між білим урядом і двома африканськими націоналістичними організаціями (ЗНРА і ЗАНВА), Велика Британія за короткий час відновила контроль, а в 1980 році надала незалежність країні, після чого вона стала називатись Зімбабве.